# Parambos
Parambos es una freguesia portuguesa del municipio de Carrazeda de Ansiães, con 10,56 km² de superficie y 314 habitantes (2001). Su densidad de población es de 29,7 hab/km².